# 他农·披塔亚
他农·披塔亚（1947年7月28日—），是泰国的政治家，曾任财政部长、商务部长、泰国军人银行行长。